# Farnabazo II
Farnabazo (hacia el 435 a. C. - después del 373 a. C.), sátrapa persa de la Frigia helespóntica (Dascilio) desde antes del 413 a. C. hasta el 387 a. C.

## Contexto histórico
Farnabazo nació hacia el 435 a. C. Pertenecía a una familia noble de la alta élite persa. Su padre, Farnaces II, era sátrapa de la Frigia helespóntica. La dinastía farnácida comienza con Farnaces, tío y personaje notable de la corte de Darío I. A partir de ese momento los descendientes de Farnaces estarán muy ligados al rey y a Frigia.

## Sus primeros pasos como sátrapa
Se desconoce la fecha exacta en la que Farnabazo sucedió a su padre en el gobierno de la satrapía. Todo lo que se sabe es que Farnaces era sátrapa en el año 422 a. C. y que diez años más tarde Farnabazo, ya como sátrapa, entabló negociaciones con Esparta.
En efecto, durante la guerra del Peloponeso, Esparta comprendió que nunca derrotaría a Atenas mientras ésta dominara el mar. Necesitaba dinero para construir una flota. En el año 412 a. C. llegó a un acuerdo con Farnabazo y Tisafernes, sátrapa de Lidia y Caria y comandante en jefe del ejército persa en Asia Menor, a cambio de no intervenir más en defensa de las ciudades independientes griegas de Jonia, cosa que Atenas siempre había hecho.
Aunque Farnabazo y Tisafernes servían al mismo rey, las disputas entre ellos dificultaron las negociaciones y las relaciones con Esparta. Así pues, cuando en 408 a. C. el rey Darío II decidió que el respaldo a Esparta tenía que ir en aumento, envió a su propio hijo el príncipe Ciro el Joven al Asia Menor provisto de poderes especiales como nuevo sátrapa de Lidia y Capadocia y como responsable directo de las negociaciones con los griegos, relegando a Tisafernes a la satrapía de Caria. Farnabazo mantuvo la Frigia helespóntica. La guerra terminó con la derrota ateniense, y al mismo tiempo, Ciro, Farnabazo y Tisafernes ocuparon las ciudades griegas de Jonia, con lo que se beneficiaron de la victoria espartana.
Tras la muerte de Darío II, y a diferencia de Tisafernes, Farnabazo no se vio directamente involucrado en la guerra civil que enfrentó a Ciro con su hermano el rey Artajerjes II. Sin embargo, el retorno de los Diez Mil, mercenarios griegos contratados por Ciro para luchar a su lado, pasó a través de las tierras de Farnabazo, el cual pudo evitar el saqueo de las mismas.

## Guerra contra Esparta
Al llegar Tisafernes a Jonia tras ayudar al rey en la batalla de Cunaxa inició una campaña de castigo contra las ciudades griegas de Jonia como represalia por el apoyo que habían dado a Ciro y por la demora o negativa de las mismas a entregar los tributos correspondientes al estado persa. Se reinició, pues, la guerra en el año 399 a. C.
Las ciudades griegas solicitaron ayuda de Esparta y tras el fracaso de la diplomacia, Esparta envió un contingente con Tibrón al mando que marchó contra la Frigia helespóntica. Farnabazo pudo repeler la agresión. Posteriormente Dercílidas sustituyó a Tibrón. Este aprovechó la desunión entre los sátrapas Tisafernes y Farnabazo, estableciendo un pacto de no agresión con el primero para poder realizar incursiones contra el segundo. Este hecho fue denunciado por Farnabazo a Artajerjes pues Tisafernes llegó a procurar suministros a Dercílidas como parte de su pacto. A Tisafernes le fue retirado el mando de la flota persa y su posición en la corte empezó a tambalearse. Sin embargo posteriormente, y debido a la posibilidad de que la campaña se recrudeciese por parte griega por las demandas de las ciudades jonias de atacar con firmeza a Tisafernes para que este acabara reconociendo la independencia de las mismas, el rey persa ordenó unificar los ejércitos de los dos sátrapas bajo el mando de Tisafernes. Este hecho llevó a un armisticio, pues ni Dercílidas podía hacer nada contra un enemigo tan numeroso ni Tisafernes quería luchar por miedo a los griegos.
En Esparta, subió al trono Agesilao II, quien decidió proseguir la guerra en Asia Menor.
Los preparativos de Agesilao se hicieron como si pretendiera invadir Caria pero realmente entró en la Frigia de Farnabazo, donde tomó ciudades, botín y esclavos por doquier. Al mismo tiempo, Farnabazo envió al rodio Timócrates a Grecia para alimentar el sentimiento anti-espartano.
En la campaña siguiente, Agesilao derrotó definitivamente a Tisafernes. Esta derrota significó la destitución y el fin de Tisafernes. El nuevo sátrapa llegado a la zona, Titraustes, ejecutó a Tisafernes y envió su cabeza a Agesilao para intentar llegar a un acuerdo de paz.
Titraustes sobornó a Agesilao para que atacara en dirección a Farnabazo, cosa que si hubiera hecho hubiera significado probablemente el fin del sátrapa. Sin embargo, Agesilao entró en Caria y posteriormente marchó hacia al este alimentando sus sueños imperialistas. Este hecho dio tiempo a Farnabazo a construir un nuevo ejército y, quizás lo más peligroso para los espartiatas, contrató los servicios del ateniense Conón como comandante de la flota.
Timócrates tuvo éxito, las polis griegas se rebelaron contra Esparta y Agesilao fue llamado de vuelta a Esparta. Farnabazo, ya sin enemigo en Asia Menor, conquistó con Conón las islas de Melos y Citera. La guerra de Corinto acabó en el año 387 a. C. con el tratado de paz entre Esparta y Atenas, tratado en el que Persia actuó de potencia mediadora. Este tratado significó que las ciudades griegas de Jonia volvían a jurisdicción persa. Farnabazo siempre respetó la autonomía de estas ciudades, cosa que no siempre hicieron sus sucesores.

## Farnabazo contra Egipto
Farnabazo, artífice de los hechos, fue recompensado con su matrimonio con una de las hijas del rey, la princesa Apame. La satrapía de la Frigia helespóntica quedó en manos de su hijo Ariobarzanes ya que a él se le encomendó un honor mayor: junto con Titraustes debía recuperar Egipto, territorio que hasta hacía poco formaba parte del imperio.
Las dos primeras expediciones en 385 a. C. y 383 a. C. fracasaron, en parte porque el faraón usó mercenarios griegos en su defensa.
En el 373 a. C., ya sin la ayuda de Titraustes, pero contando esta vez él con la colaboración de mercenarios griegos bajo el mando de Ifícrates, Farnabazo volvió a la carga atacando primero Pelusio (actual Puerto Saíd) pero encontrando una fuerte resistencia. Marchó posteriormente por otro brazo del Nilo hasta Menfis. Sin embargo, la inundación del río en julio provocó que los persas tuvieron que retirarse al quedar el delta convertido en un gran lodazal. Farnabazo había pecado de indecisión y había subestimado la fuerza de los egipcios y la logística de la campaña.
Se desconoce que fue de los últimos años de Farnabazo.